# 1804
1804 (MDCCCIV) е високосна година, започваща в неделя според Григорианския календар.

## Събития
- 1 януари – Хаити става независима държава (денят се чества като национален празник).
- 14 май – Експедицията на Луис и Кларк напуска лагера Дюбоа и започва историческото си пътешествие.
- 2 декември – Наполеон Бонапарт е коронован в катедралата Нотр Дам дьо Пари за император.

## Родени
- Христаки Павлович, български просветен деец († 1848 г.)
- 7 февруари – Джон Диър, американски ковач, изобретател и предприемач († 1886 г.)
- 14 март – Йохан Щраус, австрийски композитор († 1849 г.)
- 5 април – Матиас Шлайден, немски ботаник († 1881 г.)
- 1 юни – Михаил Глинка, руски композитор († 1857 г.)
- 1 юли – Жорж Санд, френска писателка († 1876 г.)
- 4 юли – Натаниел Хоторн, американски писател († 1864 г.)
- 22 юли – Виктор Шьолшер, френски политик († 1893 г.)
- 8 септември – Едуард Мьорике, немски поет († 1875 г.)
- 21 декември – Бенджамин Дизраели, британски премиер († 1881 г.)

## Починали
- Франсоа Мари Доден, френски зоолог (р. 1774 г.)
- 6 февруари – Джоузеф Пристли, английски химик, теолог и философ (р. 1733 г.)
- 12 февруари – Имануел Кант, немски философ (р. 1724 г.)
- 9 април – Жак Некер, френски политик (р. 1732 г.)
- 12 юли – Александър Хамилтън, американски политик (р. 1755 или 1757 г.)
- 1 ноември – Йохан Фридрих Гмелин, германски учен (р. 1748 г.)

Вижте също:
- календара за тази година